# Зимнівська сільська територіальна громада
Зимнівська сільська територіальна громада — територіальна громада в Україні, у Володимирському районі Волинської області. Адміністративний центр — село Зимне.
Площа громади — 240,98 км², населення — 7599 мешканців (2018) (без Хобултівської та Березовичівської с/р
З Хобултівською та Березовичівською с/р — 9245 чол. (на 2024р.)).
Утворена 14 серпня 2015 року шляхом об'єднання Бубнівської, Зимнівської, Льотничівської та Селецької сільських рад Володимир-Волинського району.
14 серпня 2017 року внаслідок добровільного приєднання до громади приєдналася Хмелівківська сільська рада.
25 квітня 2018 року до громади приєдналася Хобултівська сільська рада..
Утворена (затверджена) згідно розпорядження Кабінету Міністрів України від 12 червня 2020 р. № 708-р у складі Бубнівської, Зимнівської, Льотничівської, Селецької,  Хмелківської та Хобултівської сільських рад Володимир-Волинського району.

## Населені пункти
До складу громади входять 30 сіл: Бегета, Березовичі, Бобичі, Бубнів, Володимирівка, Горичів, Житані, Зимне, Когильне, Льотниче, Марія-Воля, Маркостав, Микуличі, Міжлісся,  Нехвороща, Октавин, Острівок, Підгайці, Поничів, Руснів, Селець, Фалемичі, Хворостів, Хмелів, Хмелівка, Хобултова, Черчичі, Чесний Хрест, Шистів, Яковичі.

## Старостинські округи
- Березовичівський
- Бубнівський
- Льотничівський
- Селецький
- Хмелівківський
- Хобултівський[6]

## Соціальна сфера
На утриманні громади станом на 2015 рік перебували 15 фельдшерсько-акушерських пунктів, 8 шкіл різних ступенів, 3 дитячих садки та 14 закладів культури.